# Буфонада
Буфонада (італ. buffonata) — блазенство, стиль комедії, побудований на прагненні виконавця максимально підкреслити зовнішні характерні ознаки персонажа, схильність до різких перебільшень (гротеску). Для цього виду комедії характерна перебільшено-комічна манера акторської гри, яка дуже часто залучає фізичне насильство або дії. (Наприклад, коли актора б'ють сковородою по голові, або коли він наштовхується на повній швидкості на стіну). Такий стиль найчастіше вживався в мультфільмах, таких, як «Ну, постривай!», «Том і Джеррі» та інші. В повнометражних фільмах буфонада використовується для підсилення комедійного ефекту фільму і націлена здебільшого на молодші аудиторії. Буфонада також поширена в циркових виставах клоунів. Хоча цей термін часто використовується в принизливому сенсі, виконання буфонади, заснованої на точному виборі часу, безпомилковому виконанні трюків і яке викликає сміх аудиторії, вважається одним з найтяжчих видів акторської гри. Буфонада виникла у 18 та 19 сторіччях в народному майданному театрі мімів, скоморохів, використовувалася в італійській комедії дель арте, проникла в драматургію Ж. Б. Мольєра, Д. Ґольдоні, та інших.

#### Буфонада в Українській літературі
У літературі елементи буфонади наявні у творах гумористів та сатириків — в «Енеїді» І. Котляревського, у прозових і драматичних гумористично-сатиричних творах Г. Квітки-Основ'яненка, М. Гоголя, Т. Шевченка (картина «генерального мордобитія» в поемі «Сон»), І. Франка, Леся Мартовича та ін. Буфонадною п'єсою є гротескна «фантазія-сатира» В. Самійленка «У Гайхан-бея» (1912), а також його поема «Спритний ченчик» (1924), в якій буфонадними засобами зображено, як душа упокоєного більшовицького «ченця», що «прожив між нами тільки п'ятдесят чотири літа» (йдеться про В. Леніна, 1870—1924), всупереч «декрету» про великого грішника і волі «Сан-Педро на воротях раю» все-таки вскакує туди на спині окульбаченої черниці, бо за «декретом» до раю дозволено було в'їжджати тільки вершникам. «Спритний ченчик» і в цій ситуації знайшов вихід, запропонувавши розгубленій праведниці:
|  | Тільки прошу задубити Аж на голову спідницю. Щоб не міг пізнати з тварі В вас не шкапу, а черницю. Та вихайте більше задом. Ржіть, підскакуйте тим часом І старайтесь повертатись До портьєра заднім фасом... |

Таке окарикатурення будується на принципах гротеску у буфонадному творі. Елементи Б. майстерно використав у своїх комедіях «Отак загинув Гуска», «Мина Мазайло» М. Куліш.